# Concursul Muzical Eurovision 1995
Eurovision 1995 a fost a patruzecea ediție a concursului muzical Eurovision. A câștigat Norvegia reprezentată de grupul Secret Garden. 

## Rezultate
| #  | País                  | Intérprete(s)         | Canción                      | Lugar | Puntos |
| -- | --------------------- | --------------------- | ---------------------------- | ----- | ------ |
| 1  | Polonia               | Justyna               | Sama                         | 18    | 15     |
| 2  | Irlanda               | Eddie Friel           | Dreamin'                     | 14    | 44     |
| 3  | Germania              | Stone & Stone         | Verliebt in Dich             | 23    | 1      |
| 4  | Bosnia și Herțegovina | Davor Popović         | Dvadeset prvi vijek          | 19    | 14     |
| 5  | Norvegia              | Secret Garden         | Nocturne                     | 1     | 148    |
| 6  | Rusia                 | Philipp Kirkorov      | Kolibelnaia dlia vulkana     | 17    | 17     |
| 7  | Islanda               | Bo Halldórsson        | Núna                         | 15    | 31     |
| 8  | Austria               | Stella Jones          | Die Welt dreht sich verkehrt | 13    | 67     |
| 9  | Spania                | Anabel Conde          | Vuelve conmigo               | 2     | 119    |
| 10 | Turcia                | Arzu Ece              | Sev!                         | 16    | 21     |
| 11 | Croația               | Magazin & Lidija      | Nostalgija                   | 6     | 91     |
| 12 | Franța                | Nathalie Santamaria   | Il me donne rendez-vous      | 4     | 94     |
| 13 | Ungaria               | Csaba Szigeti         | Új név a régi ház falán      | 22    | 3      |
| 14 | Belgia                | Frédéric Etherlinck   | La voix est libre            | 20    | 8      |
| 15 | Regatul Unit          | Love City Groove      | Love City Groove             | 11    | 76     |
| 16 | Portugalia            | Tó Cruz               | Baunilha e chocolate         | 21    | 5      |
| 17 | Cipru                 | Alex Panayi           | Sti fotia                    | 9     | 79     |
| 18 | Suedia                | Jan Johansen          | Se på mej                    | 3     | 100    |
| 19 | Danemarca             | Aud Wilken            | Fra Mols til Skagen          | 5     | 92     |
| 20 | Slovenia              | Darja Švajger         | Prisluhni mi                 | 7     | 84     |
| 21 | Israel                | Liora                 | Amen                         | 8     | 81     |
| 22 | Malta                 | Mike Spiteri          | Keep Me in Mind              | 10    | 76     |
| 23 | Grecia                | Elina Konstantopoulou | Pia prosefhi                 | 12    | 68     |